# Tim Barrett
Timothy Edward Augustus „Tim” Barrett (ur. 16 marca 1948 w Nassau, zm. 20 stycznia 2023 tamże) – bahamski lekkoatleta (trójskoczek) i lekarz, olimpijczyk.

## Życiorys
Uczęszczał do Government High School w Nassau. Już wtedy uprawiał liczne dyscypliny sportowe, na czele z lekkoatletyką i siatkówką. Studiował medycynę na Uniwersytecie Południowej Kalifornii, a następnie na Uniwersytecie Indii Zachodnich. Specjalizował się w psychiatrii. Był przewodniczącym Stowarzyszenia Medycznego Bahamów oraz Bahamskiej Izby Lekarskiej. W 2021 roku został głównym konsultantem do spraw zdrowia psychicznego na Uniwersytecie Bahamów.
Dwukrotny uczestnik igrzysk olimpijskich (IO 1968, IO 1972). Na igrzyskach w Meksyku zajął 20. miejsce wśród 34 startujących zawodników (15,79 m), a cztery lata później uplasował się na 27. miejscu pośród 36 trójskoczków (15,51 m). Na Igrzyskach Imperium Brytyjskiego i Wspólnoty Brytyjskiej 1966 zajął 4. miejsce (15,73 m) – do podium zabrakło mu 24 cm. W 1967 roku zajął 10. miejsce na igrzyskach panamerykańskich (14,40 m). Cztery lata później osiągnął 5. miejsce (15,75 m). Na igrzyskach w 1971 roku pobiegł także w bahamskiej sztafecie 4 × 100 m, która zajęła 6. miejsce w biegu finałowym (40,92 s). Jest złotym medalistą Igrzysk Ameryki Środkowej i Karaibów 1966 (15,76 m), oraz brązowym medalistą Mistrzostw Ameryki Środkowej i Karaibów 1971 (15,32 m).
Rekord życiowy w trójskoku – 15,82 m (1967).